# Tandjouaré
Pour les articles homonymes, voir Tandjouaré (homonymie).
Tandjouaré est une ville du Togo, c'est le chef-lieu de la Préfecture de Tandjouaré.

## Géographie
Tandjouaré est situé au Nord du Togo, à environ 20 km de Dapaong.

## Vie économique
- Marché traditionnel le mercredi

## Lieux publics
- École primaire et secondaire

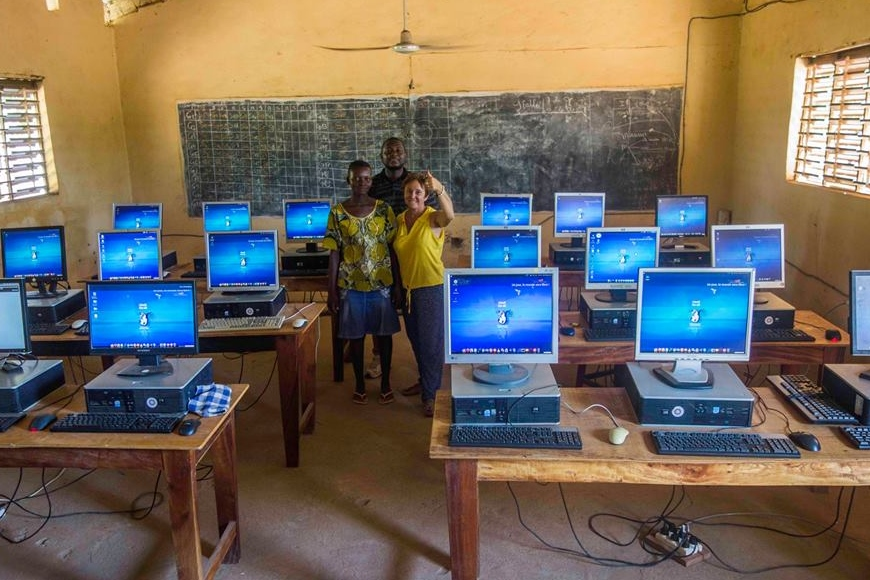
Salle informatique composée de 20 ordinateurs reconditionnés sous Emmabuntüs.

- Lycée disposant depuis octobre 2017, d'une salle de formation à l'informatique, équipée de 20 ordinateurs reconditionnés fonctionnant sous Emmabuntüs fournis par l'A.S.I. YovoTogo[1].
- Préfecture
- Bibliothèque publique